# 迈克尔·古德费洛
迈克尔·古德费洛（英語：Michael Goodfellow，1988年10月8日—），生于斯特灵，苏格兰男子冰壶运动员。他曾代表英国参加2014年冬季奥林匹克运动会冰壶比赛，获得一枚银牌。